# Polisportiva Libertas Livorno
La Libertas Livorno 1947 è una società di pallacanestro di Livorno. L’attuale società è l’erede della Polisportiva Libertas Livorno, meglio conosciuta come Libertas Livorno o più semplicemente Libertas.
Ha disputato per 17 volte il Campionato di Serie A (pallacanestro maschile) risultando tra le prime 20 squadre italiane per maggior numero di partecipazioni. Inoltre ha disputato la finale scudetto del 1989 contro la Philips Milano, persa in gara-5 per un solo punto, e per 2 volte ha raggiunto i quarti di finale di Coppa Korac (1984/1985, 1989/1990).

## Storia

La Libertas Livorno finalista play-off nella stagione 1988-1989

La Libertas è stata fondata il 1º novembre 1947, con la maglia color vinato con striscia bianca e scudo sul petto. Nel 1948 una squadra Libertas, allenata da Chimenti (che diverrà successivamente uno degli arbitri nazionali più famosi) partecipò ai campionati nazionali Allievi a Trieste classificandosi al terzo posto.

### L'inizio della Libertas
La guerra era finita, la presenza di molti soldati americani diede impulsi importanti alla pallacanestro livornese. La guerra aveva lasciato molte ferite sia alla città, che nei cuori delle persone. E con questa voglia di rivalsa i labronici accolsero questo nuovo sport con molto entusiasmo e dimostrarono anche di sapersela cavare in quest'ultimo.
Gaetano d'Alesio fuse le due squadre all'epoca di Livorno, la Stella Rossa e la Pro Livorno, creando la US Livorno. Nell'annata 1947/48 la US Livorno partecipò al campionato di Serie A, in squadra poteva vantare di due americani, il generale James Larry Strong, che grazie alla sua duttilità diede tanto alla nostra pallacanestro e di Elliot Van Zandt, che non esordì mai, ma dopo poco tempo divenne l'allenatore della nazionale italiana. Alcuni giovani però trovarono poco spazio nonostante il loro talento, tra cui Vinicio Nesti "Cicio" e il grande Gianfranco Benvenuti, detto "Cacco". Chiesero aiuto a Sandro Lomi, un bancario elegante pieno di spirito di iniziativa. Sandro, detto "Sandrino", era un grande appassionato di sport e insieme al collega Dino Lugetti, decisero di fondare una nuova società di pallacanestro per far partecipare questi ragazzi al campionato Allievi.
La Libertas Livorno venne fondata il primo Novembre del 1947 da Lomi, Lugetti, Are e Fenzi. Il nome della società fu scelto in quanto Lugetti era anche il segretario generale della Democrazia Cristiana e col fatto che gestiva il parco di Via Micali, dove c'era un campetto da basket, decisero di ubicare lì la sede. I colori sociali sono il vinato, con una striscia bianca e uno scudo sul petto.
La partenza non è semplice, ma la squadra riesce ad imporsi vincendo il titolo regionale e classificandosi terzi in Italia tramite la guida di Giorgio Chimenti. È solo nel 1952 che la Libertas inizia con l'attività senior, i ragazzi sono cresciuti e si sono aggiunti anche Gremigni e Diddi e la squadra, allenata da Piero Benvenuti detto "Pelo", vince il campionato di prima divisione .

### Gli Anni Cinquanta
In Serie C, negli anni cinquanta, le partite erano vere e proprie battaglie. A livello tecnico il basket non si era ancora evoluto e il gioco risultava rudimentale, con tiri scoccati dal petto con due mani, tiri liberi scagliati dal basso con la palla tra le gambe e movimenti che oggi apparirebbero goffi. Dazzi, Baiocchi, Benvenuti e Gremigni guidano la prima squadra senior, ma nel 1953 arrivano anche i primi americani. Si tratta di Kirshner e Grigson, due soldati di stanza nella base di Camp Darby.
Il 1955 è un anno fondamentale per la storia della Libertas, Lugetti e Lomi decidono di fondersi con l'US Livorno. La scelta si rivela una grande intuizione e la Libertas viene promossa in Serie B, dove fa un ottimo campionato, grazie all'apporto di Elio Becucci, Civili e Silvio Gatto. Dal 1955 sulla panchina siede Otello Formigli.
Nel 1956 la Libertas accede alla serie subito prima della A1, quella delle Elette. Nella fine degli anni 50' arrivano in squadra Andreo, Baroncini, Maurizio Cosmelli, Vatteroni e Raffaele. Il 58' è l'anno in cui arriverà un uomo che svolterà la nostra storia, l'ingegner Gilberto Boris. Nel 1959 avviene il consolidamento della squadra, Pieroni esplode, mentre Baroncini diventa il leader della squadra. Arrivano inoltre Gianfranco Guantini, Giuliano Marcacci e il giovanissimo Massimo Cosmelli.
Cacco decide di smettere e di dedicarsi ai giovani, alla Libertas Juniores, che in quattro anni arriva 4 volte alle finali nazionali classificandosi al terzo posto.

### Gli Anni Sessanta
Iniziano gli anni sessanta, alla Libertas arrivano Sauro Bufalini, Beppe Orzali e torna a Livorno Stelio Posar. Il campo da gioco si sposta da Via Micali ai "Pallini", perché in Serie A non si può giocare all'aperto. Un palazzetto ricavato da una fabbrica di proiettili da caccia dove, durante la guerra, venivano mummificati i caduti.
In questa stagione la Libertas chiude la stagione in modo più che dignitoso, mentre la Juniores è vice campione d'Italia, privata di Raffaele e Marcacci, dedicati esclusivamente alla prima squadra. Nulla di perduto, col fatto che nella stagione successiva, nel 1961, arriva il titolo nazionale . La Libertas continua a crescere a vista d'occhio, Maurizio Cosmelli diventa il capitano e, nonostante gli addii di Bufalini nel 1962 e quelli di Vatteroni e di Villetti l'anno seguente, acquistati in blocco da Varese, vengono compensati con gli esordi di Roberto Chirico, Pozzilli e Natalini e il consacramento di Roberto Raffaele e Massimo Cosmelli. Quest'ultimo prende in mano la squadra e la sua visione di gioco è fondamentale per lanciare in contropiede Chirico o per liberare il tiro di Raffaele. Il risultato di questo lavoro arriva nel 1964, quando la Libertas sesta in Serie A. Nel 1965 arriva una sfortunata retrocessione, mentre la Juniores vince ancora lo scudetto. La Libertas non si fa attendere e l'anno dopo torna subito in A, sotto la guida di Silvio Gatto.
Il 1967 è un anno straordinario, torna Formigli e arriva il primo americano di colore: Bill Allen. Alto 2,03, Allen è un pivot filiforme, ma dotato di un'elevazione fuori dal comune, tempismo per la stoppata e il rimbalzo, ma anche ottime qualità in attacco.
Quella stagione la Libertas, sponsorizzata Fargas, ottiene la salvezza in campionato complesso. Allen a un certo punto fugge negli Stati Uniti per due mesi, ma viene recuperato a Los Angeles e riportato a Livorno. Partono Orzali e Raffaele, che si trasferisce a Bologna, torna l'ormai esperto Mario Andreo dopo l'esperienza a Varese, e cresce Bernardini. Soprattutto è Roberto Chirico a fare un gran campionato ed è il miglior marcatore dopo Allen. Quello è l'anno della leggendaria vittoria casalinga contro il Simmenthal di Sandro Riminucci. Allen quel giorno non si presentò al PalaCosmelli, ma Formigli non si dà per vinto e appena saputo che si trovava in albergo, manda alcuni compagni a prenderlo.
Lo trovano ubriaco e sono costretti a piantargli un dito in gola per farlo vomitare . Non c'erano i migliori presupposti ma quel giorno Allen segnò 27 punti distribuendo una quantità impressionante di stoppate. La Libertas vinse 73-58, contro la squadra che poi divenne campione d'Italia. L'anno successivo è un anno pieno di sfortuna.
In Serie A è d'obbligo avere un pivot straniero e al posto di Allen arriva un grande campione come Trajko Rajkovic insieme a Nanni che rivela Marcacci, ma non basta. Complici le troppe sconfitte di misura e la Libertas riesce a portare a casa soltanto 4 partite. Formigli lascia per allenare la Brill Cagliari e il sostituto è Silvio Gatto, che alla fine del campionato viene sostituito da Benvenuti, responsabile del settore giovanile. I vari Chirico, Bernardini e Guantini fanno il possibile mentre Rajkovic sarà il capocannoniere con 521 punti, ma la retrocessione arriva lo stesso. Nella stessa stagione la squadra Juniores vince il terzo scudetto. Nel 69' Boris e Lomi decidono di rivoluzionare la squadra e di affidarla nuovamente a Benvenuti. Arrivano Mariani, Natali, Paoli e ritorna Giuliano Marcacci. La squadra a fine stagione ottiene una buona terza piazza.
Con il passare degli anni la società, attraverso un'oculata politica dei giovani (numerosi i titoli nazionali conquistati al livello giovanile) e grazie ad alcuni allenatori livornesi capaci (Piero Benvenuti e Gianfranco "Cacco" Benvenuti, Otello Formigli, Silvio Gatto, Mauro Baroncini e Gianfranco Guantini, per citare i più conosciuti) raggiunse la massima serie ottenendo risultati di grande valore sportivo, culminata con la controversa finale scudetto del 1989 contro la Philips Milano: a fil di sirena Andrea Forti segnò un canestro che sembrò inizialmente essere stato convalidato ma che dopo alcuni minuti negli spogliatoi si scoprirà non essere stato messo a referto in quanto giudicato a tempo scaduto.
Il 28 giugno 1991, sotto la regia del professor Francesco Alessandro Querci, arriva la clamorosa fusione con la Pallacanestro Livorno: nasce la Libertas Pallacanestro Livorno, oggetto non molto amato dalla città, destinato a fallire nel 1994 a seguito di una fidejussione fasulla presentata alla FIP.

### Eredità

#### Libertas Liburnia Basket Livorno
Nel 1979, al fine di curare da vicino il settore giovanile ed il minibasket della società, venne creata ad-hoc una società parallela, la Libertas Liburnia Basket Livorno, campione d'Italia Propaganda (1982) e Ragazzi (1984). Il settore giovanile sopravvisse alla scomparsa della Libertas, diventando una società satellite della Don Bosco Livorno alla quale vengono girati i giocatori più interessanti: la Liburnia vinse anche un campionato regionale Ragazzi (1996) ed uno Allievi (1997). L'intensa attività giovanile ha portato poi alla necessità di avere uno sbocco naturale per i tanti ragazzi in uscita: nel 2006 la Liburnia acquista i diritti sportivi di serie D e riporta così il marchio Libertas Liburnia sui parquets italiani. Con una squadra di Under 20, conquista il 2º posto in regular season ed ottiene la promozione in C2 dopo i play-off.
A livello di settore giovanile, dopo 11 anni di Serie C Nazionale, il 28 maggio 2017, a seguito della serie finale play-off vinta contro i rivali della Pallacanestro Livorno, la Libertas Liburnia vince il campionato di C Gold e viene promossa in Serie B. Nella stagione 2017-2018 retrocede in Serie C Gold. Nella stagione 2018-2019 disputa la Serie C Gold e nella successiva la Serie C Silver.
Dopo alcuni campionati tranquilli e dopo aver conquistato i playoff nella stagione 2021-2022, il campionato 2022-2023 cambia formula e prevede ben 6 retrocessioni dirette al fine di comporre la C unica. Nella stagione 2023-2024 la Libertas disputa il campionato di Divisione Regionale 1. Nella stagione attuale la Libertas Liburnia è iscritta al campionato di Divisione Regionale 2.

#### Libertas Livorno 1947
Nel 2019 un'altra società, la Invictus Meloria, raccoglie l'eredità societaria della Libertas tramite il comitato Associazione Tifosi Libertas, cambiando il proprio nome in Libertas Livorno 1947, iscrivendosi nel 2020 alla Serie B.
Dare continuità alla Libertas Livorno e proiettarla nel futuro. Tutto nasce da un'iniziativa dell’Associazione Tifosi Libertas, che nell’inverno del 2018 decide di progettare la rinascita e battezza l’acquisizione dell’Invictus Meloria, squadra che milita in C Silver.
Il 30 gennaio 2019 avviene il cambio di denominazione e pochi mesi più tardi un gruppo di 24 amici manager e imprenditori crea la nuova Libertas Livorno 1947 SSDARL guidata dal presidente Alessandro Cirinei.
La nuova è sostenuta da tanti grandi ex giocatori e figure di spicco del passato tra cui Fantozzi, Forti, Tonut, Carera, De Raffaele, Chirico, Baroncini, Guidi, Raffaele e tantissimi altri.
Nell’estate del 2020 viene acquisito il titolo di serie B dalla Stella Azzurra Roma. Nella stagione 2020/2021, i bianco-tinti sfiorano la promozione in Serie A2 2021-2022 (pallacanestro maschile) perdendo gara-5 contro Piacenza. 
Nella stagione 2021/2022 invece, dopo il cambio in panchina con Marco Andreazza in successione della bandiera Alessandro Fantozzi, la Libertas aggancia i playoff come ottava classificata ed esce in gara-3 contro Cividale del Friuli.
Nella stagione 2022/2023 la squadra guidata da Coach Andreazza arriva 1a nella regular season del girone A di Serie B, perdendo la finale play-off per l'accesso alle final four contro la Nuova Pallacanestro Vigevano 1955.
Nella stagione successiva 2023/2024 partecipa alla Serie B Nazionale riformata nell'estate precedente. Dopo essersi classificata 2a nella regular season, vince gara-5 nella finale play-off contro la Pallacanestro Roseto ottenendo così la promozione in Serie A2 dopo 33 anni di assenza.

## Roster
| Polisportiva Libertas Livorno 2025-2026 | Polisportiva Libertas Livorno 2025-2026 |
| Giocatori                               | Staff tecnico                           |
| --------------------------------------- | --------------------------------------- |

| N. | Naz.                                     | Ruolo | Nome                | Anno | Alt.   | Peso   |  |
| -- | ---------------------------------------- | ----- | ------------------- | ---- | ------ | ------ |  |
| 1  | Stati Uniti (bandiera)                   | G     | Avery Woodson       | 1993 | 188 cm | 86 kg  |  |
| 5  | Stati Uniti (bandiera)                   | AG    | Matthew Tiby        | 1992 | 203 cm | 104 kg |  |
| 7  | Italia (bandiera)                        | P     | Fabio Valentini     | 1999 | 185 cm | 83 kg  |  |
| 8  | Italia (bandiera)                        | C     | Tommaso Fantoni (C) | 1985 | 206 cm | 112 kg |  |
| 11 | Italia (bandiera)                        | AG    | Luca Tozzi          | 1999 | 200 cm | 93 kg  |  |
| 12 | Argentina (bandiera) · Italia (bandiera) | PG    | Ariel Filloy        | 1987 | 190 cm | 85 kg  |  |
| 14 | Italia (bandiera)                        | AP    | Matteo Piccoli      | 1995 | 195 cm | 91 kg  |  |
| 20 | Svizzera (bandiera) · Italia (bandiera)  | P     | Nicolò Isotta       | 2003 | 191 cm | 85 kg  |  |
| 33 | Italia (bandiera)                        | C     | Luca Possamai       | 2001 | 212 cm | 100 kg |  |
| 75 | Italia (bandiera)                        | AP    | Niccolò Filoni      | 2001 | 198 cm | 92 kg  |  |

| Allenatore                                                                                       |
| - Andrea Diana                                                                                   |
| Assistente/i                                                                                     |
| - Iacopo Venucci - Matteo Bonaccorsi Legenda - (C) Capitano - (IN) Inattivo - Infortunato Roster |

## Bandiere
Molti giocatori libertassini hanno vestito la maglia azzurra: tra essi Mario Andreo, Sauro Bufalini, Flavio Carera, Massimo Cosmelli, Alberto Tonut, Massimo Villetti. Un capitolo a parte merita indubbiamente Alessandro Fantozzi, fedelissimo per eccellenza vantando 442 presenze e ben 7.342 punti realizzati in 15 stagioni (8 in A1, 2 in A2, 4 in B e l'ultimo in C2, dove è tornato a giocare nel 2006 alla Libertas Liburnia Basket Livorno, a 45 anni di età, portando una squadra di giovani usciti dal vivaio ad una insperata salvezza) di militanza con la maglia Libertas e con 33 presenze nella nazionale maggiore.
Lungo sarebbe anche l'elenco dei giocatori emersi a livello nazionale così come molti sono stati i dirigenti che si sono impegnati nella conduzione della società. Fra essi si ricordano il primo presidente Dino Lugetti unitamente ai soci fondatori, per poi andare a Giorgio Galleni, Franco Pupilli, Mario Fava, Ivo Bertolini, Ugo Pieri, Carlo Carlesi, Luigi Dominici, Giorgio Gabriel, Marcello Davini, Angiolino Gallinari, Luciano Scardino, Gilberto Boris, Gaetano Nino e Nello D'Alesio, Stefano Falsini e Cristiano Falsini.

## Palmarès

### Competizioni nazionali
- Campionato italiano di Serie A2: 1

1985-1986
- Serie B/Serie B Nazionale: 2

1980-1981; 2023-2024

### Competizioni giovanili
Campionati italiani giovanili: 6
- Campionato Italiano Juniores d'Eccellenza: 1

1967-1968
- Campionato Italiano Allievi: 2

1964-1965; 1987-1988
- Campionato Italiano Ragazzi: 2

1983-1984; 1986-1987
- Campionato Italiano Propaganda: 1

1981-1982

### Altri piazzamenti
- Campionato italiano di Serie A1

Finale: 1988-1989

## Cestisti e Allenatori

### Membri dell'Italia Basket Hall of Fame
- Sauro Bufalini              (Cestista)
- Massimo Cosmelli       (Cestista)
- Alberto Bucci               (Allenatore)
- Gianfranco Benvenuti (Allenatore)

### Miglior marcatore della Serie A
- Trajko Rajković (Stagione 1967/1968 con 521 punti)

### Nazionali
- Maurizio Cosmelli
- Alessandro Fantozzi[6]
- Flavio Carera
- Alberto Tonut
- Tommaso Fantoni
- Ariel Filloy

### Stranieri degni di nota
- Bill Allen[7]
- Rudy Hackett
- Abdul Jeelani
- Mark McNamara
- Kevin Restani
- Rod Griffin
- Jeff Cook
- Wendell Alexis
- Joe Binion
- Adrian Banks

### Numeri ritirati
- 2  Adrian Banks[8]
- 10  Alessandro Fantozzi[9]

## Tifoseria

### Gemellaggi e rivalità
La rivalità più sentita dai tifosi libertassini è quella con l'altra squadra cittadina, la Pielle Livorno, con la quale disputa il derby di Livorno. La rivalità ha avuto il suo apice negli anni ottanta quando le due squadre militavano nella massima serie italiana di pallacanestro.